# Hotel Sächsischer Hof

Blick vom Englischen Garten 2023

Das Hotel Sächsischer Hof ist ein traditionsreiches Haus in der südthüringischen Kreisstadt Meiningen. Es ist das älteste, mit nur wenigen Unterbrechungen betriebene Hotel der Stadt. Im Oktober 2023 diente es für drei Tage als Amtssitz des deutschen Bundespräsidenten. Das Gebäude steht unter Denkmalschutz.

## Lage
Der Sächsische Hof befindet sich mitten im Stadtzentrum zwischen der Historischen Altstadt und dem Englischen Garten am Anfang der Fußgängerzone und Hauptgeschäftsstraße Georgstraße. Zum Bahnhof, Busbahnhof und dem Staatstheater Meiningen sind es nur wenige hundert Meter. Die Anfahrt erfolgt aus Richtung Eisenach über die B 19 und aus Richtung Erfurt und Schweinfurt über die AS Meiningen-Nord der A 71 jeweils direkt in das Stadtzentrum. Direkte Bahnverbindungen bestehen von Erfurt, Eisenach, Schweinfurt und Sonneberg.

## Einrichtungen
Das Hotel „Sächsischer Hof“ bietet 37 Zimmer, 3 Suiten und mehrere Tagungsräume. Kulinarisch unterhält das Hotel das Feinschmeckerrestaurant „Die Posthalterei“, eine rustikale „Kutscherstube“ und ein Café mit Terrasse. Das Hotel bot Arrangements zu ausgewählten Aufführungen im Staatstheater Meiningen.

## Geschichte

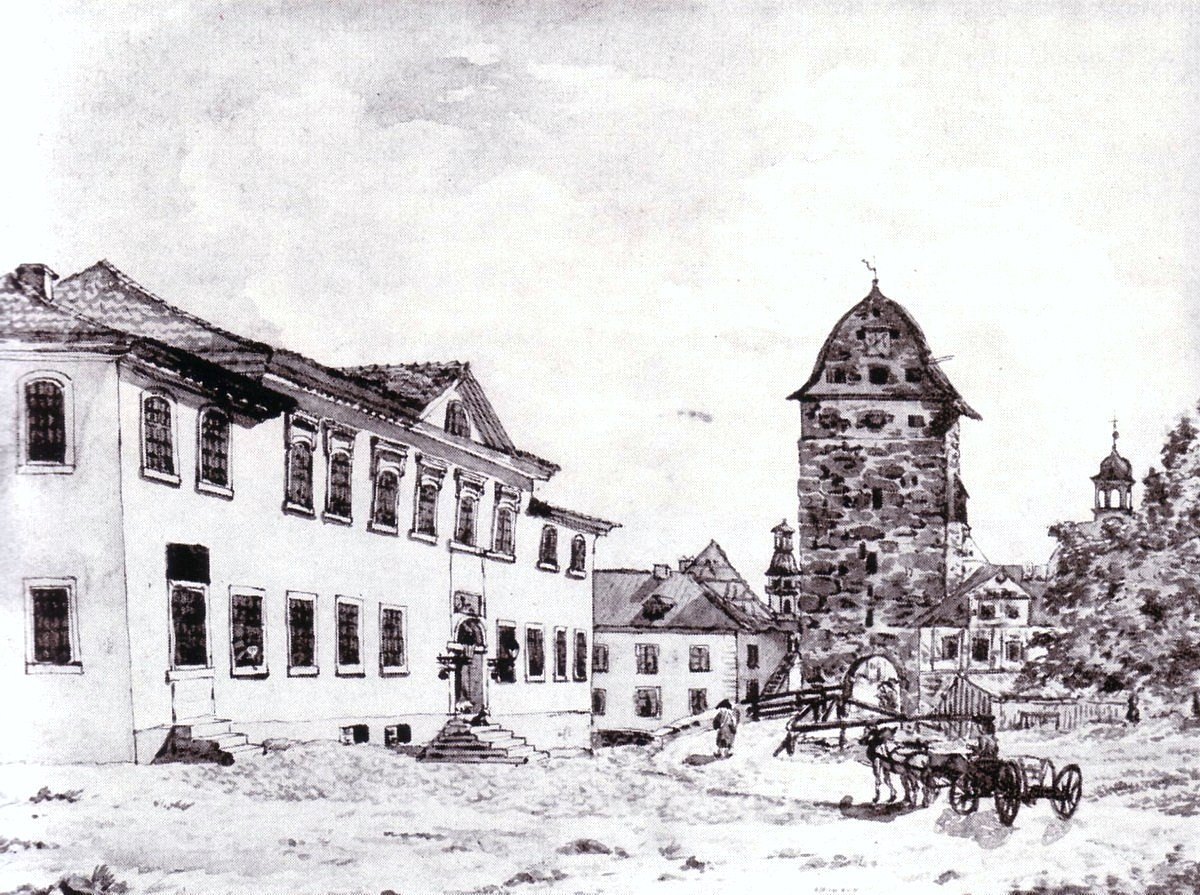
Das Hotel um 1810 (links)

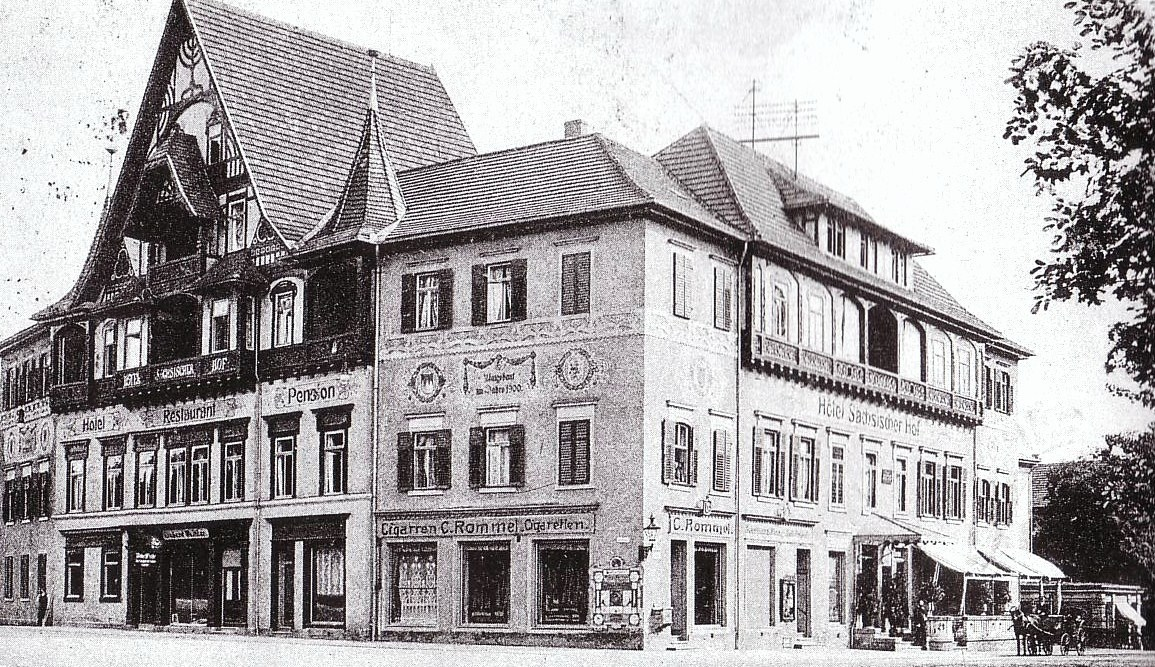
Nach den Um- und Erweiterungsarbeiten um 1900

Das Hotel im Jahr 2012

1798 ließ die Stadt direkt vor dem Unteren Torturm an der Stelle einer geschleiften Bastion mit dem Bau einer Herberge beginnen. 1802 war der Sächsische Hof als Domänen-Gasthaus fertiggestellt und avancierte bald zum besten Logierhaus in Meiningen. Von 1808 bis 1825 befand sich in einigen Räumen des Hauses das Meininger Postamt. Bereits 1826 weihte man den ersten Erweiterungsbau ein, der östlich am Hauptgebäude entstand und zunächst als Kasino genutzt wurde. Bis 1831, ehe das erste Meininger Hoftheater eröffnet wurde, fanden im Saal des Hotels regelmäßig Theateraufführungen und Konzerte statt. 1843 erwarben die Fürsten von Thurn und Taxis den Sächsischen Hof und richteten im südlichen Teil des Hauses wieder eine Poststation ein. Das Postamt und die Posthalterei, die sich im hinteren Teil des Gebäudes befand, wurden bis 1873 betrieben.

Ansicht von der Georgstraße mit der vom 17. bis 19. Oktober 2023 geflaggten Standarte des Bundespräsidenten Steinmeier

1900 wurden Umbau- und Erweiterungsarbeiten durchgeführt, die das heutige Erscheinungsbild des Sächsischen Hofes herstellten. Unter Hofbaurat Eduard Fritze und Baumeister Otto Schubert erhöhte der Bauherr das Gebäude um zwei Etagen. Es erhielt in den oberen Stockwerken Fachwerk, verzierte Balkone, kleine Spitztürme und Fensterrahmen im Jugendstil. 1950 übernahm die HO, ein Einzelhandelsunternehmen der DDR, das Hotel und führte es bis zu deren Auflösung 1990.
Anfang der 1950er Jahre etablierte die SED in dem Gebäude einige Jahre lang eine Bezirksparteischule, an der auch Erich Honecker auftrat. In dieser Zeit fanden bauliche Veränderungen statt, die das residenzstädtische Erscheinungsbild des Hotels tilgen sollten. Dies geschah zum Nachteil der Bausubstanz. So versuchte die HO in den Wende-Jahren, als man die historische Bedeutung des Hotels wiederentdeckte, diese Fehler durch eine bauliche Rekonstruktion zu beseitigen. Dies misslang wegen zu geringen Finanzen und fehlender Fachkompetenz. Das Hotel musste daraufhin kurzzeitig schließen, ehe es 1991 vom Hotelier Sawade gekauft und wiedereröffnet wurde.
Nach einer Insolvenz übernahm 1996 Gastronom und Hotelier Peter Henzel das traditionsreiche, aber baulich heruntergekommene Hotel. Er ließ 1997 umfangreiche Renovierungsarbeiten durchführen, die den ursprünglichen Zustand des Hauses wiederherstellten und damit den alten Glanz des Hauses und dessen Geschichte wieder zum Leben erweckte. Das nun erfolgreich geführte Hotel erwarb in der Hotelklassifikation vier Sterne und bot regelmäßig künstlerische Veranstaltungen an. 2018 ging Peter Henzel in den Ruhestand und verkaufte das Hotel mit seinen Restaurants und dem Cafe an den neuen Besitzer Solewerk Hotel GmbH aus Bad Salzungen.
Mit Beginn der Corona-Pandemie war das Hotel ab Ende März 2020 geschlossen. Nach dem Wegfall der Corona-Bestimmungen erfolgte aber durch unklare Gründe keine Wiedereröffnung. Am 1. Januar 2023 übernahm die Stadt Meiningen von dem Eigentümer Lana Domicile Partners GmbH als Pächter das Hotel, um eine Wiedereröffnung zu ermöglichen. Die Stadt selbst betreibt nicht das Hotel, sondern war als Vermittlerin für einen Betreiber tätig. Unter zwei Bewerbern setzte sich die Geschäftsfrau Kerstin Kellermann durch, die das Hotel am 1. Mai 2023 offiziell wiedereröffnete.
Vom 17. bis 19. Oktober 2023 verlegte der Bundespräsident Frank-Walter Steinmeier im Rahmen seines Programms „Ortszeit Deutschland“ seinen Amtssitz für drei Tage nach Meiningen in das Hotel „Sächsischer Hof“. Eine großzügige Suite mit Balkon zur Georgstraße hin diente dabei als sein Arbeitszimmer. Am Balkon wurde während der drei Tage die Standarte des Bundespräsidenten gehisst.

## Gästebuch
Als erstes Haus in der Stadt konnte das Hotel in den letzten 200 Jahren viele prominente Gäste begrüßen. Zu diesen gehörten (Auswahl): König Karl von Württemberg, Zar Ferdinand von Bulgarien, Ludwig I. von Bayern, Richard Wagner, Johann Strauss, Johannes Brahms, Franz Liszt, Max Reger, Loriot, Helmut Kohl als Bundeskanzler, Kurt Masur, Ephraim Kishon, Nils Landgren, Till Brönner, Klaus Maria Brandauer und Frank-Walter Steinmeier als Bundespräsident.

## Auszeichnungen
- Marketingpreis des Thüringer Wirtschaftsministerium 1998 und 2004.
- Großer Preis des Mittelstandes der Oskar-Patzelt-Stiftung 2001.
- Servicequalität Stufe I und II, Thüringen.
- Restaurantführer Gault Millau 2007, 2008 und 2010, 2019: 13 Punkte, 2011–2013: 14 Punkte (jeweils 1 Kochmütze).
- Bertelsmann Restaurant Guide 2008: 2 Hauben.
- Mit Stand 2020 empfohlen von Gault Millau, dem Varta-Führer (drei Diamanten) und dem kulinarischen Reiseführer Gusto (5 gehobene Pfannen).